# Touch (1997)
Touch (Alternativtitel im Fernsehen: Touch – Der Typ mit den magischen Händen) ist eine US-amerikanische Filmkomödie von Paul Schrader aus dem Jahr 1997. Paul Schrader schrieb das Drehbuch anhand eines Romans von Elmore Leonard.

## Handlung
Charlie Lawson war in seiner Vergangenheit ein Mönch. Er hat die Gabe, mit seinen Berührungen Kranke zu heilen. Das weckt das Interesse des Predigers Bill Hill, der Lawson für seine Zwecke ausnutzen will. Bill Hill überredet seine Assistentin Lynn Marie Faulkner, Lawson kennenzulernen, damit sie die Wunderheilungen erforschen kann.
Faulkner verliebt sich in Lawson, der sie heiraten will. Lawson werden Fotos gezeigt, die beweisen, dass Faulkner und Bill Hill sich kennen; Lawson liebt jedoch weiterhin die Frau. Etwas später stellt er fest, dass er über die Gabe des Heilens nicht mehr verfügt. Faulkner denkt, es sei ihre Schuld, aber Lawson erwidert, er selbst sei schuld, weil er Gott auf die Probe stellen wollte.
Die Beteiligten treten in der Fernsehshow der Moderatorin Debra Lusanne auf.

## Kritiken
Das Lexikon des internationalen Films schrieb, der Film sei „ein zutiefst humaner Film über Nächstenliebe und Aufrichtigkeit in den zwischenmenschlichen Beziehungen“. Er sei „nicht als theologischer Diskurs, sondern als Reflex auf die Defizite der modernen Gesellschaft angelegt“ und würde „seinem großen Thema auf unprätentiöse Art und Weise gerecht“. Die „Inszenierung ohne aufgesetzte Dramatik“ und der „unaufdringliche Charme des Hauptdarstellers“ wurden gelobt.
Die Zeitschrift Cinema schrieb, der Film sei ein „Ein kleiner, feiner Film mit einem tollen Ensemble.“ Er nehme „mit bissigen Dialogen die scheinheilige Welt religiöser Fanatiker und der Massenmedien aufs Korn“.

## Auszeichnungen
Paul Schrader wurde im Jahr 1997 für einen Preis des Festivals Sitges Festival Internacional de Cinema de Catalunya nominiert. Er wurde 1998 sowohl für Regie wie auch für das Drehbuch für den Independent Spirit Award nominiert.

## Hintergrund
Der Film wurde in Fullerton (Kalifornien) gedreht. Er spielte in den Kinos der USA ca. 408 Tsd. US-Dollar ein.